# Seymour Zeliff
Seymour Zeliff (né le 16 mai 1886 à Pequannock, dans le New Jersey et mort le 17 janvier 1953  à Los Angeles) est un acteur, un réalisateur et un scénariste américain.

## Filmographie partielle

### Comme acteur
- 1915 : Out of the Flames de Burton L. King
- 1915 : Where Happiness Dwells de Burton L. King
- 1915 : For Professional Reasons de Burton L. King
- 1915 : In the Heart of the Hills de Burton L. King
- 1915 : The Surrender de Harold Entwistle
- 1915 : Her Prey de William Worthington
- 1915 : The Markswoman de Burton L. King
- 1915 : The White Scar de Hobart Bosworth et Ulysses Davis
- 1916 : Triumph of Truth de Cleo Madison
- 1917 : The Clock de William Worthington
- 1917 : The Golden Heart de George L. Sargent
- 1919 : Mariage d'outre-tombe (The Amazing Wife) de Ida May Park
- 1921 : Shadows of the West de Paul Hurst
- 1922 : The Guttersnipe de Dallas M. Fitzgerald
- 1927 : La Case de l'oncle Tom de Harry A. Pollard
- 1934 : One More River de James Whale
- 1935 : Escape from Devil's Island (en) de Albert S. Rogell

### Comme réalisateur
- 1923 : The Mysterious Witness

### Comme scénariste
- 1921 : Shadows of the West de Paul Hurst